# Психоделічний транс
Психоделічний транс (псі-транс, англ. psychedelic trance, psytrance) — напрямок в електронній музиці, що відокремився від гоа-транса в середині 1990-х років і досяг піку популярності в 1997-99 роках. Розділяючи з іншими течіями трансу як основні елементи субкультури, так і більшість музичних елементів, псі-транс більшою мірою спирається на естетику психоделії, тоді як, наприклад, гоа-транс залишається передусім танцювальним жанром. 
Практично жоден із фундаментальних лейблів або проєктів, що випускав псі-трансову музику в часи її пікового розквіту, не зберіг активність. 

## Стильові риси

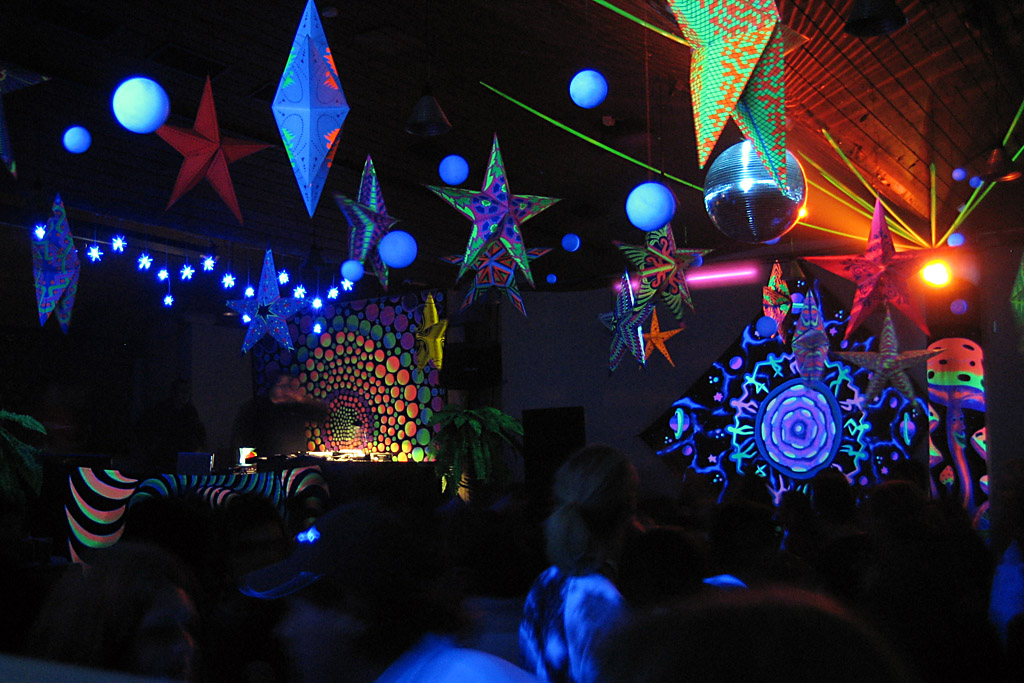
На трансовій вечірці в клубі

Тривалість треків коливається від 7 до 12 хвилин, а їх структура відображає ідею подорожі. Починаючись легкими хвилями звуку, що повільно наростають, тембр і динаміка треку розвиваються. Трек періодично перериваються фрагментами з мінімальною кількістю звуків і відсутністю біту, нерідко також текстовими семплами (авторами, яких є, приміром, Тімоті Лірі, Теренс Маккена, Карлос Кастанеда та інші) або звуковими вставками з фільмів (таких як «Зоряні Війни», «Матриця», «Стар-Трек», «Страх і ненависть у Лас-Вегасі» тощо). На п'ятій або шостій хвилині трек досягає кульмінаційного моменту, з якої музична тканина змінює напрямок розвитку на зворотній. 
Як і інша трансова музика, псі-трансу властивий чотиридольний біт (на кожну чвертку в розмірі 4/4), а основою ритмічного поділу є «шіснадцятки». Темп псі-трансових треків переважно коливається у межах 135—155 Bpm. При такому темпі потік шіснадцяток сягає частоти порядку 10 Гц, що начебто відповідає альфа-ритмам людського мозку у стані трансу.
Для тембрової палітри псі-трансу як і багатьом іншим стилям електронної музики, характерні звуки електронного барабану Roland TR 909 та «кислотних» звуків синтезатору Roland TB 303, або їх семплів. Властива також обробка звуку різноманітними ефектами, зокрема спотворення, фільтрація, хаотичні гармонічні чергування, відбиття, луна, різні ефекти уповільнення тощо. Сучасні музиканти використовують також такі інструменти, як Nord Lead, Access Virus, Korg MS-2000, Roland JP-8000 а також різноманітні VST-плагіни.

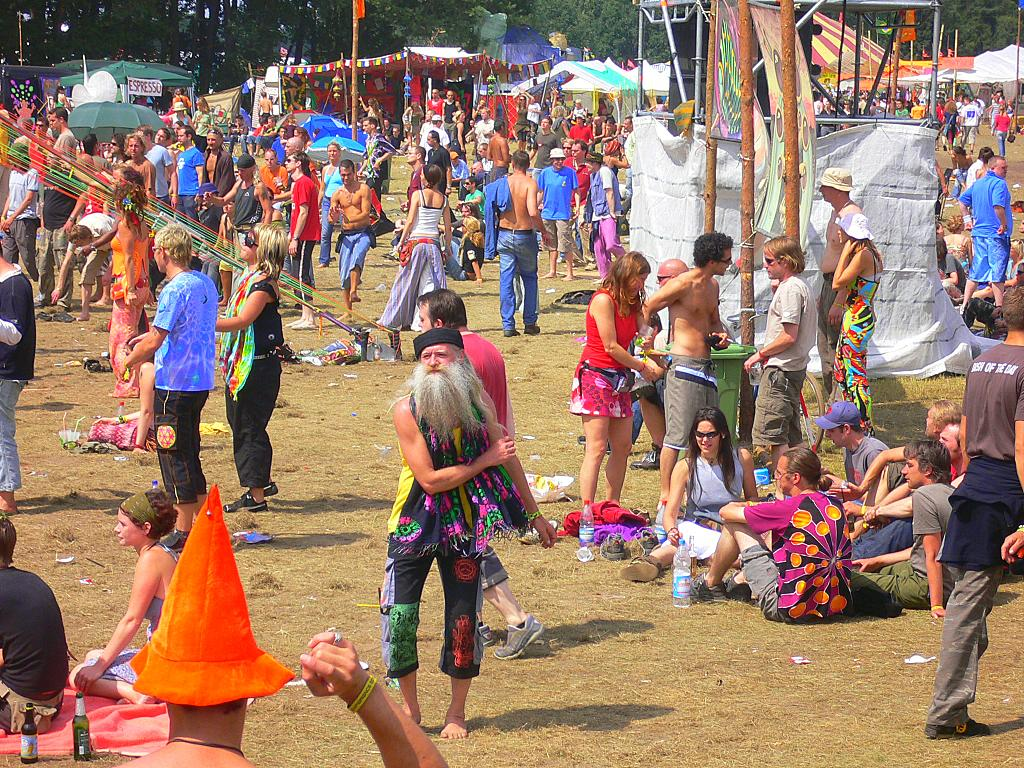
VooV Experience, 2005 рік — один з найстаріших опенейрових фестивалів псайтрансу

Тональна організація зосереджується навколо одного тону. Ця ідея співвідноситься з модальною спрямованістю індійської класичної музики. Проте, іноді зустрічається модуляції на секунду вниз. Мелодика композицій приймає форму коротких повторюваних фрагментів, як правило арпеджіо 16-ми, іноді 32-ми тривалостями, що згодом змінюються темброво за допомогою фільтра, наприклад, для досягнення тихішого або більш високочастотного звучання даного фрагмента.

## Представники і поширення напрямку
До представників псі-трансу відносять такі музичні проєкти:
- Astral Projection,
- Man With No Name,
- MFG,
- Juno Reactor,
- Electric Universe,
- Total Eclipse,
- Hallucinogen,
- Infected Mushroom,
- X-Dream,
- Oforia, Prana,
- Transwave,
- California Sunshine,
- Shiva Shidapu,
- The Musses Rapt,
- Koxbox,
- Quirk,
- Analog Pussy,
- 1200 Micrograms,
- GMS,
- Talamasca,
- Eat Static,
- G.B.U.,
- Psydrops,
- Saafi Brothers,
- Shpongle,
- Tristan,
- Man Made Man,
- Miranda,
- Space Tribe,
- Astrix,
- Psysex,
- Abomination,
- Mapsya.

Отримавши популярність у Західній Європі, Скандинавії та Ізраїлі, згодом напрямок завоював прихильників у Японії, Східній Європі, СНД, країнах Латинської Америки, Австралії й Південній Африці. Концерти, серед яких є досить великі заходи в клубах або на природі, збирають тисячі чоловік. Звичайно концерти проходять уночі, хоча бувають і фестивалі, що тривають кілька днів поспіль. 

## Відгалуження
Псі-транс породив ряд вігалужень, серед яких слід назвати псі-ембієнт, що відрізняється повільнішими темпами і більшим акцентом на просторові звучання та Фулл-он, мелодійніший варіант, що зазнає критики за свою більшу комерційність.

## Виноски
1. ↑  Ishkur's Guide to Electronic Music | New Home on Techno.org. techno.org. Архів оригіналу за 18 листопада 2007. Процитовано 27 липня 2016.
2. ↑  Psytrance and the Spirituality of Electronics. Архів оригіналу за 8 червня 2011.
3. ↑  Goa Trance | Music Highlights | AllMusic. AllMusic. Процитовано 27 липня 2016.
4. ↑  Наприклад, при музичному розмірі 145 Bpm пульсація чвертками матиме частоту 145/60 = 2,417 Гц, а 16-ми відповідно 9,67 Гц
5. ↑  Bowes, Gemma (20 квітня 2012). Boom time: Portugal's top psytrance festival. the Guardian. Процитовано 27 липня 2016.